# Fastlane (2018)
Fastlane (2018) – gala wrestlingu wyprodukowana przez federację WWE dla zawodników brandu SmackDown. Odbyła się 11 marca 2018 w Nationwide Arena w Columbus w stanie Ohio. Emisja była przeprowadzana na żywo za pośrednictwem WWE Network oraz w systemie pay-per-view. Była to czwarta gala w chronologii cyklu WWE Fastlane, a także ostatnia organizowana oddzielnie dla jednego z dwóch głównych brandów federacji.
Podczas gali odbyło się siedem walk, w tym jedna podczas pre-show. W walce wieczoru AJ Styles pokonał Kevina Owensa, Sami'ego Zayna, Barona Corbina, Dolpha Zigglera i wolnego agenta Johna Cenę w Six-Pack Challenge'u broniąc WWE Championship. Ponadto Randy Orton pokonał Bobby'ego Roode'a i po raz pierwszy w swojej szesnastoletniej karierze zdobył WWE United States Championship, zaś Charlotte Flair obroniła WWE SmackDown Women’s Championship pokonując Ruby Riott; po walce pojawiła się zwyciężczyni żeńskiego Royal Rumble matchu Asuka, która przechodząc z brandu Raw do SmackDown wyzwała Flair do walki na WrestleManii 34.

## Produkcja
Fastlane oferowało walki profesjonalnego wrestlingu z udziałem wrestlerów należących do branduSmackDown. Oskryptowane rywalizacje (storyline’y) kreowane są podczas cotygodniowych gal SmackDown Live. Wrestlerzy są przedstawieni jako heele (negatywni, źli zawodnicy i najczęściej wrogowie publiki) i face’owie (pozytywni, dobrzy i najczęściej ulubieńcy publiki), którzy rywalizują pomiędzy sobą w seriach walk mających budować napięcie. Kulminacją rywalizacji jest walka wrestlerska lub ich seria.

### Rywalizacje

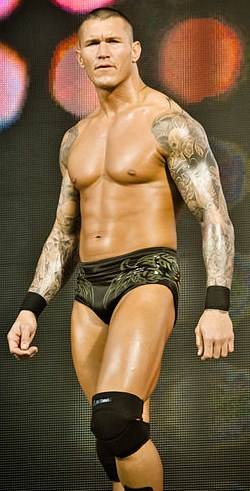
Randy Orton pokonał Bobby'ego Roode'a i zdobył United States Championship po raz pierwszy w szesnastoletniej karierze. Dzięki zwycięstwu stał się osiemnastym Grand Slam Championem.

Podczas gali Royal Rumble AJ Styles pokonał Kevina Owensa i Sami'ego Zayna w 2-on-1 handicap matchu broniąc WWE Championship. Dwa dni później podczas odcinka tygodniówki SmackDown Live, Owens i Zayn przerwali wypowiedź zwycięzcy męskiego Royal Rumble matchu Shinsuke Nakamurze twierdząc, że powinni być wspólnie mistrzami, a wszystkiemu zawinił sędzia pojedynku. Styles i Nakamura pokonali w walce wieczoru Owensa i Zayna. Podczas pojedynku następowały problemy we współpracy pomiędzy Owensem i Zaynem, co wykorzystał generalny menadżer Daniel Bryan i rozporządził walkę pomiędzy nimi na przyszłotygodniowy epizod – zwycięzca miał się zmierzyć ze Stylesem na gali Fastlane. Ich pojedynek z 6 lutego zakończył się podwójną dyskwalifikacją, gdyż sprowokowany Styles zaatakował ich obydwu, przez co Bryan ogłosił ich jako dwóch przeciwników Stylesa na gali Fastlane. Komisarz Shane McMahon ogłosił na Twitterze, że zwycięzca walki pomiędzy Dolphem Zigglerem i Baronem Corbinem z 13 lutego zostanie dodany do walki mistrzowskiej. Przed rozpoczęciem walki zostali zaatakowani przez Owensa i Zayna, zaś w odpowiedzi Shane ogłosił walki Owensa z Corbinem i Zayna z Zigglerem, gdzie Corbin i Ziggler zostaliby dodani do walki mistrzowskiej, jeśli wygraliby swoje pojedynki. Duo pokonało Owensa i Zayna, przez co walka o WWE Championship stała się fatal five-way matchem. 27 lutego podczas odcinka tygodniówki SmackDown Live pojawił się wolny agent John Cena, który dwa dni wcześniej nie wygrał Elimination Chamber matchu podczas gali Elimination Chamber brandu Raw. Cena wciąż nie miał ustanowionej walki na WrestleManii 34, więc chciał dołączyć się do składu walki na Fastlane, by jako nowy mistrz wziąć udział na największej gali roku. Cena pokonał AJ Stylesa i został przyłączony jako szósty uczestnik walki na gali Fastlane. 5 marca podczas odcinka Raw Cena obiecał, że kiedy rekordowo po raz 17. stanie się światowym mistrzem, pozwoli Stylesowi na wykorzystanie klauzuli rewanżowej na WrestleManii i zmierzy się z nim, a także z Nakamurą. Dzień później podczas tygodniówki SmackDown Live, Owens i Zayn spowodowali podwójną dyskwalifikację w walce ze Stylesem i Zigglerem. Walką wieczoru była pięcioosobowa walka, do której dodano Barona Corbina, zaś wygrał ją Zayn po przypięciu Owensa.
Tuż po zakończeniu gali Royal Rumble, generalny menadżer Daniel Bryan ogłosił, że w ich brandzie będzie zorganizowany „SmackDown Top Ten List”, a głosującymi będą wrestlerzy na innych. Wyniki listy zostały zaprezentowane 6 lutego podczas odcinka tygodniówki SmackDown Live. Tydzień później posiadacz WWE United States Championship Bobby Roode, Jinder Mahal z Sunilem Singhem, a także Randy Orton wszczęli kłótnię na temat swoich pozycji: Mahal nie był w pierwszej dziesiątce, Orton był dziewiąty, zaś Roode piąty. Orton zaatakował Sunila wykonując mu RKO, zaś Mahal odwdzięczył się wykonując Khallas na Roode i Ortonie. 20 lutego Mahal ponownie wezwał do ringu Roode'a i Ortona, zaś po chwili wywiązała się bijatyka, w której Roode wykonał Ortonowi Glorious DDT, a Mahal ponownie wyszedł zwycięsko. Pomimo tego, komisarz Shane McMahon ogłosił, że Orton zmierzy się z Roodem o United States Championship na gali Fastlane. 27 lutego na SmackDown Live odbył się wywiad na zapleczu, w którym Roode powiedział, że jego celem jest zostanie najlepszym posiadaczem tytułu w historii, lecz żeby tego dokonać, musi pokonać najlepszych – między innymi Ortona. Orton przerwał wypowiedź twierdząc, że jest to jeden z tytułów, którego nie był posiadaczem w swojej szesnastoletniej karierze, więc pokona Roode'a na gali Fastlane. 6 marca Mahal pokonał Ortona z powodu interwencji Roode'a.
Przez kilka miesięcy 2017 roku, The Usos (Jey i Jimmy Uso) oraz The New Day (Big E, Kofi Kingston i Xavier Woods) prowadzili zacięte walki o WWE SmackDown Tag Team Championship, jednakże ich rywalizacja została zakończona podczas październikowej gali Hell in a Cell. Następnymi przeciwnikami The Usos byli Chad Gable i Shelton Benjamin, którzy również nie zdołali odebrać tytułów należących do Usos. 20 lutego podczas odcinka tygodniówki SmackDown Live, Gable i Benjamin przegrali z Big E i Woodsem reprezentujących The New Day, dzięki czemu ponownie stali się pretendentami do tytułów Usos. Tydzień później członkowie The New Day stwierdzili, że chcą zostać mistrzami i dzięki temu wystąpić na WrestleManii 34, zaś Usos argumentowali swoją chęć zwycięstwa tym, że przez wiele lat występów dla federacji ani razu nie wystąpili w głównej karcie walk WrestleManii. Z dwiema drużynami skonfrontowali się The Bludgeon Brothers (Harper i Rowan).
Podczas gali Royal Rumble, pierwszy w historii żeński Royal Rumble match wygrała Asuka, która reprezentowała brand Raw. Dzięki zwycięstwu mogła się zmierzyć o WWE Raw Women’s Championship lub WWE SmackDown Women’s Championship na WrestleManii 34. Następnej nocy podczas tygodniówki Raw, komisarz brandu Raw Stephanie McMahon przekonała Asukę, aby przeczekała z decyzją do czasu wyników gali Elimination Chamber. Posiadaczka SmackDown Women’s Championship Charlotte Flair pozostała bez swojej przeciwniczki, lecz jedną z jej wypowiedzi w ringu przerwała grupa The Riott Squad (Ruby Riott, Sarah Logan i Liv Morgan), po czym zaatakowały Flair. Przez kolejne tygodnie Flair pokonywała Morgan i Logan w singlowych pojedynkach. 20 lutego na SmackDown Live, Flair, Becky Lynch i Naomi przegrały z The Riott Squad w six-woman tag team matchu. Kilkanaście minut później Flair zaproponowała walkę z Riott o jej tytuł na gali Fastlane.
27 lutego podczas odcinka SmackDown Live, Shinsuke Nakamura pokonał Aidena Englisha. Tydzień później English i Rusev przerwali wywiad na zapleczu z Nakamurą, po czym Rusev wyzwał go na walkę na gali Fastlane.
6 marca podczas odcinka tygodniówki SmackDown Live, Becky Lynch pokonała Carmellę poprzez submission. Tej samej nocy ogłoszono, że na gali Fastlane Lynch oraz Naomi zmierzą się z Natalyą i Ms. Money in the Bank Carmellą.

## Wyniki walk
| Nr                                                                   | Wyniki | Stypulacje                                           | Czas  |
| -------------------------------------------------------------------- | --- | ---------------------------------------------------- | ----- |
| 1P                                                                   | Breezango (Fandango i Tyler Breeze) i Tye Dillinger pokonali Mojo Rawleya, Chada Gable'a i Sheltona Benjamina        | Six-man Tag Team match                               | 7:25  |
| 2                                                                    | Shinsuke Nakamura pokonał Ruseva (z Aidenem Englishem)                                                               | Singles match                                        | 14:50 |
| 3                                                                    | Randy Orton pokonał Bobby'ego Roode'a (c)                                                                            | Singles match o WWE United States Championship       | 19:15 |
| 4                                                                    | Natalya i Carmella pokonały Becky Lynch i Naomi                                                                      | Tag Team match                                       | 8:55  |
| 5                                                                    | The Usos (Jey i Jimmy Uso) (c) vs. The New Day (Kofi Kingston i Xavier Woods) (z Big E) zakończyło się bez rezultatu | Tag Team match o WWE SmackDown Tag Team Championship | 9:00  |
| 6                                                                    | Charlotte Flair (c) pokonała Ruby Riott poprzez submission                                                           | Singles match o WWE SmackDown Women’s Championship   | 13:45 |
| 7                                                                    | AJ Styles (c) pokonał Kevina Owensa, Johna Cenę, Dolpha Zigglera, Barona Corbina i Samiego Zayna                     | Six-Pack Challenge o WWE Championship                | 21:55 |
| (c) – mistrz/mistrzyni przed walkąP – walka miała miejsce w pre-show | |                                                      |       |

## Wydarzenia po gali
Dwa dni później podczas odcinka tygodniówki SmackDown Live, posiadacz WWE Championship AJ Styles oraz Shinsuke Nakamura rozpoczęli show wygłaszając wypowiedzi, że wspólnie się szanują, lecz Nakamura mu obiecał, że wykona mu Kinshasę na WrestleManii 34 i odbierze mu tytuł. Do ringu wkroczył Rusev i stoczył walkę ze Stylesem, która zakończyła się dyskwalifikacją z powodu interwencji Aidena Englisha. Po chwili Nakamura pomógł Stylesowi wypędzić antagonistów z ringu.
Tej samej nocy, Kevin Owens i Sami Zayn zaczęli wspólnie obwiniać siebie oraz komisarza Shane'a McMahona o porażkę. W ringu, Shane przypomniał o swojej rywalizacji z tą dwójką, po czym ogłosił, że opuści SmackDown na czas nieokreślony. Ogłosił również, że Owens i Zayn zmierzą się ze sobą na WrestleManii 34. Przed zakończeniem show został brutalnie zaatakowany przez zgrane duo i wywieziony na noszach do szpitala.
Dzień po gali Fastlane, Asuka pojawiła się podczas tygodniówki Raw i chciała wyjaśnić, dlaczego wybrała Charlotte Flair jako swoją przeciwniczkę na WrestleManii 34. Do ringu wkroczyły Mickie James i posiadaczka Raw Women’s Championship Alexa Bliss, która stwierdziła, że Asuka się jej boi oraz woli wybrać łatwiejsze wyzwanie. Asuka zadebiutowała w brandzie SmackDown występując dzień później podczas tygodniówki SmackDown Live. Skonfrontowała się z Flair, która obiecała, że przerwie pasmo zwycięstw Asuki na WrestleManii 34. Na tej samej gali, Carmella ogłosiła się pierwszą uczestniczką inauguracyjnego The Fabulous Moolah Memorial Battle Royalu organizowanego na WrestleManii 34.
13 marca w odcinku SmackDown Live, Big E i Jey Uso połączyli siły by zmierzyć się z The Bludgeon Brothers, jednakże polegli w walce. Bobby Roode powiedział, że swoją klauzulę rewanżową zrealizuje na WrestleManii 34. W ringu pojawił się Jinder Mahal, który pokonał Roode'a w singlowej walce, lecz po niej otrzymał RKO od Randy'ego Ortona. Wolny agent John Cena pojawił się 12 marca na tygodniówce Raw i stwierdził, że zapewne będzie zmuszony wystąpić na WrestleManii 34 nie w roli zawodnika, a fana. Po chwili dodał, że „dokona czegoś niemożliwego” i ponownie wyzwał The Undertakera do walki na WrestleManii.